# Adore Delano
Dani Noriega, mer känd under sitt artistnamn Adore Delano,  född 29 september 1989 i Azusa, Kalifornien, är en amerikansk tv-kändis, sångare, och dragqueen. Hen är känd från att ha deltagit i sjunde säsongen av  American Idol och sjätte säsongen av RuPauls dragrace. 

## American Idol
Noriega dök första gången upp i TV 2008 i den sjunde säsongen av American Idol, där hen tog sig till semifinal. Hens kommentar till domaren Simon Cowell, "Some people weren't liking it" blev senare en stor snackis i USA och hamnade om och om igen i The Soup. Efter att ha sett hen i Idol, bjöd Rosie O'Donnell in Dani till att uppträda på hennes R Family Vacations-kryssning.
| Vecka #   | Vecka #   | Vecka #   | Vecka #   | Vecka #   | Vecka #   | Vecka #   | Vecka #   | Vecka #   | Vecka #   | Vecka #   | Vecka #   | Vecka #   | Vecka #   | Vecka #   | Vecka #   | Vecka #   | Vecka #   | Vecka #   | Vecka #   | Vecka #   | Vecka #   | Vecka #   | Vecka #   | Vecka #   | Vecka #   | Vecka #   | Vecka #   | Vecka #   | Vecka #   | Vecka #   | Vecka #   | Vecka #   | Vecka #   | Vecka #   | Vecka #   | Vecka #   | Vecka #   | Vecka #   | Vecka #   | Vecka #   | Vecka #   | Vecka #   | Vecka #   | Vecka #   | Vecka #   | Vecka #   | Vecka #   | Vecka #   | Vecka #   | Vecka #   | Vecka #   | Vecka #   | Vecka #   | Vecka #   | Vecka #   | Vecka #   | Vecka #   | Vecka #   | Vecka #   | Vecka #   | Vecka #   | Vecka #   | Vecka #   | Vecka #   | Vecka #   | Vecka #   | Vecka #   | Vecka #   | Vecka #   | Vecka #   | Vecka #   | Vecka #   | Vecka #   | Vecka #   | Vecka #   | Vecka #   | Vecka #   | Vecka #   | Vecka #   | Vecka #   | Vecka #   | Vecka #   | Vecka #   | Vecka #   | Vecka #   | Vecka #   | Vecka #   | Vecka #   | Vecka #   | Vecka #   | Vecka #   | Vecka #   | Vecka #   | Vecka #   | Vecka #   | Vecka #   | Vecka #   | Vecka #   | Vecka #   | Tema          | Tema          | Tema          | Tema          | Tema          | Tema          | Tema          | Tema          | Tema          | Tema          | Tema          | Tema          | Tema          | Tema          | Tema          | Tema          | Tema          | Tema          | Tema          | Tema          | Tema          | Tema          | Tema          | Tema          | Tema          | Tema          | Tema          | Tema          | Tema          | Tema          | Tema          | Tema          | Tema          | Tema          | Tema          | Tema          | Tema          | Tema          | Tema          | Tema          | Tema          | Tema          | Tema          | Tema          | Tema          | Tema          | Tema          | Tema          | Tema          | Tema          | Tema          | Tema          | Tema          | Tema          | Tema          | Tema          | Tema          | Tema          | Tema          | Tema          | Tema          | Tema          | Tema          | Tema          | Tema          | Tema          | Tema          | Tema          | Tema          | Tema          | Tema          | Tema          | Tema          | Tema          | Tema          | Tema          | Tema          | Tema          | Tema          | Tema          | Tema          | Tema          | Tema          | Tema          | Tema          | Tema          | Tema          | Tema          | Tema          | Tema          | Tema          | Tema          | Tema          | Tema          | Tema          | Tema          | Tema          | Tema          | Tema          | Tema          | Låtval            | Låtval            | Låtval            | Låtval            | Låtval            | Låtval            | Låtval            | Låtval            | Låtval            | Låtval            | Låtval            | Låtval            | Låtval            | Låtval            | Låtval            | Låtval            | Låtval            | Låtval            | Låtval            | Låtval            | Låtval            | Låtval            | Låtval            | Låtval            | Låtval            | Låtval            | Låtval            | Låtval            | Låtval            | Låtval            | Låtval            | Låtval            | Låtval            | Låtval            | Låtval            | Låtval            | Låtval            | Låtval            | Låtval            | Låtval            | Låtval            | Låtval            | Låtval            | Låtval            | Låtval            | Låtval            | Låtval            | Låtval            | Låtval            | Låtval            | Låtval            | Låtval            | Låtval            | Låtval            | Låtval            | Låtval            | Låtval            | Låtval            | Låtval            | Låtval            | Låtval            | Låtval            | Låtval            | Låtval            | Låtval            | Låtval            | Låtval            | Låtval            | Låtval            | Låtval            | Låtval            | Låtval            | Låtval            | Låtval            | Låtval            | Låtval            | Låtval            | Låtval            | Låtval            | Låtval            | Låtval            | Låtval            | Låtval            | Låtval            | Låtval            | Låtval            | Låtval            | Låtval            | Låtval            | Låtval            | Låtval            | Låtval            | Låtval            | Låtval            | Låtval            | Låtval            | Låtval            | Låtval            | Låtval            | Låtval            | Originalartist               | Originalartist               | Originalartist               | Originalartist               | Originalartist               | Originalartist               | Originalartist               | Originalartist               | Originalartist               | Originalartist               | Originalartist               | Originalartist               | Originalartist               | Originalartist               | Originalartist               | Originalartist               | Originalartist               | Originalartist               | Originalartist               | Originalartist               | Originalartist               | Originalartist               | Originalartist               | Originalartist               | Originalartist               | Originalartist               | Originalartist               | Originalartist               | Originalartist               | Originalartist               | Originalartist               | Originalartist               | Originalartist               | Originalartist               | Originalartist               | Originalartist               | Originalartist               | Originalartist               | Originalartist               | Originalartist               | Originalartist               | Originalartist               | Originalartist               | Originalartist               | Originalartist               | Originalartist               | Originalartist               | Originalartist               | Originalartist               | Originalartist               | Originalartist               | Originalartist               | Originalartist               | Originalartist               | Originalartist               | Originalartist               | Originalartist               | Originalartist               | Originalartist               | Originalartist               | Originalartist               | Originalartist               | Originalartist               | Originalartist               | Originalartist               | Originalartist               | Originalartist               | Originalartist               | Originalartist               | Originalartist               | Originalartist               | Originalartist               | Originalartist               | Originalartist               | Originalartist               | Originalartist               | Originalartist               | Originalartist               | Originalartist               | Originalartist               | Originalartist               | Originalartist               | Originalartist               | Originalartist               | Originalartist               | Originalartist               | Originalartist               | Originalartist               | Originalartist               | Originalartist               | Originalartist               | Originalartist               | Originalartist               | Originalartist               | Originalartist               | Originalartist               | Originalartist               | Originalartist               | Originalartist               | Originalartist               | Resultat | Resultat | Resultat | Resultat | Resultat | Resultat | Resultat | Resultat | Resultat | Resultat | Resultat | Resultat | Resultat | Resultat | Resultat | Resultat | Resultat | Resultat | Resultat | Resultat | Resultat | Resultat | Resultat | Resultat | Resultat | Resultat | Resultat | Resultat | Resultat | Resultat | Resultat | Resultat | Resultat | Resultat | Resultat | Resultat | Resultat | Resultat | Resultat | Resultat | Resultat | Resultat | Resultat | Resultat | Resultat | Resultat | Resultat | Resultat | Resultat | Resultat | Resultat | Resultat | Resultat | Resultat | Resultat | Resultat | Resultat | Resultat | Resultat | Resultat | Resultat | Resultat | Resultat | Resultat | Resultat | Resultat | Resultat | Resultat | Resultat | Resultat | Resultat | Resultat | Resultat | Resultat | Resultat | Resultat | Resultat | Resultat | Resultat | Resultat | Resultat | Resultat | Resultat | Resultat | Resultat | Resultat | Resultat | Resultat | Resultat | Resultat | Resultat | Resultat | Resultat | Resultat | Resultat | Resultat | Resultat | Resultat | Resultat | Resultat |
| Audition  | Audition  | Audition  | Audition  | Audition  | Audition  | Audition  | Audition  | Audition  | Audition  | Audition  | Audition  | Audition  | Audition  | Audition  | Audition  | Audition  | Audition  | Audition  | Audition  | Audition  | Audition  | Audition  | Audition  | Audition  | Audition  | Audition  | Audition  | Audition  | Audition  | Audition  | Audition  | Audition  | Audition  | Audition  | Audition  | Audition  | Audition  | Audition  | Audition  | Audition  | Audition  | Audition  | Audition  | Audition  | Audition  | Audition  | Audition  | Audition  | Audition  | Audition  | Audition  | Audition  | Audition  | Audition  | Audition  | Audition  | Audition  | Audition  | Audition  | Audition  | Audition  | Audition  | Audition  | Audition  | Audition  | Audition  | Audition  | Audition  | Audition  | Audition  | Audition  | Audition  | Audition  | Audition  | Audition  | Audition  | Audition  | Audition  | Audition  | Audition  | Audition  | Audition  | Audition  | Audition  | Audition  | Audition  | Audition  | Audition  | Audition  | Audition  | Audition  | Audition  | Audition  | Audition  | Audition  | Audition  | Audition  | Audition  | Audition  | Sångarens val | Sångarens val | Sångarens val | Sångarens val | Sångarens val | Sångarens val | Sångarens val | Sångarens val | Sångarens val | Sångarens val | Sångarens val | Sångarens val | Sångarens val | Sångarens val | Sångarens val | Sångarens val | Sångarens val | Sångarens val | Sångarens val | Sångarens val | Sångarens val | Sångarens val | Sångarens val | Sångarens val | Sångarens val | Sångarens val | Sångarens val | Sångarens val | Sångarens val | Sångarens val | Sångarens val | Sångarens val | Sångarens val | Sångarens val | Sångarens val | Sångarens val | Sångarens val | Sångarens val | Sångarens val | Sångarens val | Sångarens val | Sångarens val | Sångarens val | Sångarens val | Sångarens val | Sångarens val | Sångarens val | Sångarens val | Sångarens val | Sångarens val | Sångarens val | Sångarens val | Sångarens val | Sångarens val | Sångarens val | Sångarens val | Sångarens val | Sångarens val | Sångarens val | Sångarens val | Sångarens val | Sångarens val | Sångarens val | Sångarens val | Sångarens val | Sångarens val | Sångarens val | Sångarens val | Sångarens val | Sångarens val | Sångarens val | Sångarens val | Sångarens val | Sångarens val | Sångarens val | Sångarens val | Sångarens val | Sångarens val | Sångarens val | Sångarens val | Sångarens val | Sångarens val | Sångarens val | Sångarens val | Sångarens val | Sångarens val | Sångarens val | Sångarens val | Sångarens val | Sångarens val | Sångarens val | Sångarens val | Sångarens val | Sångarens val | Sångarens val | Sångarens val | Sångarens val | Sångarens val | Sångarens val | Sångarens val | "Proud Mary"      | "Proud Mary"      | "Proud Mary"      | "Proud Mary"      | "Proud Mary"      | "Proud Mary"      | "Proud Mary"      | "Proud Mary"      | "Proud Mary"      | "Proud Mary"      | "Proud Mary"      | "Proud Mary"      | "Proud Mary"      | "Proud Mary"      | "Proud Mary"      | "Proud Mary"      | "Proud Mary"      | "Proud Mary"      | "Proud Mary"      | "Proud Mary"      | "Proud Mary"      | "Proud Mary"      | "Proud Mary"      | "Proud Mary"      | "Proud Mary"      | "Proud Mary"      | "Proud Mary"      | "Proud Mary"      | "Proud Mary"      | "Proud Mary"      | "Proud Mary"      | "Proud Mary"      | "Proud Mary"      | "Proud Mary"      | "Proud Mary"      | "Proud Mary"      | "Proud Mary"      | "Proud Mary"      | "Proud Mary"      | "Proud Mary"      | "Proud Mary"      | "Proud Mary"      | "Proud Mary"      | "Proud Mary"      | "Proud Mary"      | "Proud Mary"      | "Proud Mary"      | "Proud Mary"      | "Proud Mary"      | "Proud Mary"      | "Proud Mary"      | "Proud Mary"      | "Proud Mary"      | "Proud Mary"      | "Proud Mary"      | "Proud Mary"      | "Proud Mary"      | "Proud Mary"      | "Proud Mary"      | "Proud Mary"      | "Proud Mary"      | "Proud Mary"      | "Proud Mary"      | "Proud Mary"      | "Proud Mary"      | "Proud Mary"      | "Proud Mary"      | "Proud Mary"      | "Proud Mary"      | "Proud Mary"      | "Proud Mary"      | "Proud Mary"      | "Proud Mary"      | "Proud Mary"      | "Proud Mary"      | "Proud Mary"      | "Proud Mary"      | "Proud Mary"      | "Proud Mary"      | "Proud Mary"      | "Proud Mary"      | "Proud Mary"      | "Proud Mary"      | "Proud Mary"      | "Proud Mary"      | "Proud Mary"      | "Proud Mary"      | "Proud Mary"      | "Proud Mary"      | "Proud Mary"      | "Proud Mary"      | "Proud Mary"      | "Proud Mary"      | "Proud Mary"      | "Proud Mary"      | "Proud Mary"      | "Proud Mary"      | "Proud Mary"      | "Proud Mary"      | "Proud Mary"      | Creedence Clearwater Revival | Creedence Clearwater Revival | Creedence Clearwater Revival | Creedence Clearwater Revival | Creedence Clearwater Revival | Creedence Clearwater Revival | Creedence Clearwater Revival | Creedence Clearwater Revival | Creedence Clearwater Revival | Creedence Clearwater Revival | Creedence Clearwater Revival | Creedence Clearwater Revival | Creedence Clearwater Revival | Creedence Clearwater Revival | Creedence Clearwater Revival | Creedence Clearwater Revival | Creedence Clearwater Revival | Creedence Clearwater Revival | Creedence Clearwater Revival | Creedence Clearwater Revival | Creedence Clearwater Revival | Creedence Clearwater Revival | Creedence Clearwater Revival | Creedence Clearwater Revival | Creedence Clearwater Revival | Creedence Clearwater Revival | Creedence Clearwater Revival | Creedence Clearwater Revival | Creedence Clearwater Revival | Creedence Clearwater Revival | Creedence Clearwater Revival | Creedence Clearwater Revival | Creedence Clearwater Revival | Creedence Clearwater Revival | Creedence Clearwater Revival | Creedence Clearwater Revival | Creedence Clearwater Revival | Creedence Clearwater Revival | Creedence Clearwater Revival | Creedence Clearwater Revival | Creedence Clearwater Revival | Creedence Clearwater Revival | Creedence Clearwater Revival | Creedence Clearwater Revival | Creedence Clearwater Revival | Creedence Clearwater Revival | Creedence Clearwater Revival | Creedence Clearwater Revival | Creedence Clearwater Revival | Creedence Clearwater Revival | Creedence Clearwater Revival | Creedence Clearwater Revival | Creedence Clearwater Revival | Creedence Clearwater Revival | Creedence Clearwater Revival | Creedence Clearwater Revival | Creedence Clearwater Revival | Creedence Clearwater Revival | Creedence Clearwater Revival | Creedence Clearwater Revival | Creedence Clearwater Revival | Creedence Clearwater Revival | Creedence Clearwater Revival | Creedence Clearwater Revival | Creedence Clearwater Revival | Creedence Clearwater Revival | Creedence Clearwater Revival | Creedence Clearwater Revival | Creedence Clearwater Revival | Creedence Clearwater Revival | Creedence Clearwater Revival | Creedence Clearwater Revival | Creedence Clearwater Revival | Creedence Clearwater Revival | Creedence Clearwater Revival | Creedence Clearwater Revival | Creedence Clearwater Revival | Creedence Clearwater Revival | Creedence Clearwater Revival | Creedence Clearwater Revival | Creedence Clearwater Revival | Creedence Clearwater Revival | Creedence Clearwater Revival | Creedence Clearwater Revival | Creedence Clearwater Revival | Creedence Clearwater Revival | Creedence Clearwater Revival | Creedence Clearwater Revival | Creedence Clearwater Revival | Creedence Clearwater Revival | Creedence Clearwater Revival | Creedence Clearwater Revival | Creedence Clearwater Revival | Creedence Clearwater Revival | Creedence Clearwater Revival | Creedence Clearwater Revival | Creedence Clearwater Revival | Creedence Clearwater Revival | Creedence Clearwater Revival | Creedence Clearwater Revival | Vidare   | Vidare   | Vidare   | Vidare   | Vidare   | Vidare   | Vidare   | Vidare   | Vidare   | Vidare   | Vidare   | Vidare   | Vidare   | Vidare   | Vidare   | Vidare   | Vidare   | Vidare   | Vidare   | Vidare   | Vidare   | Vidare   | Vidare   | Vidare   | Vidare   | Vidare   | Vidare   | Vidare   | Vidare   | Vidare   | Vidare   | Vidare   | Vidare   | Vidare   | Vidare   | Vidare   | Vidare   | Vidare   | Vidare   | Vidare   | Vidare   | Vidare   | Vidare   | Vidare   | Vidare   | Vidare   | Vidare   | Vidare   | Vidare   | Vidare   | Vidare   | Vidare   | Vidare   | Vidare   | Vidare   | Vidare   | Vidare   | Vidare   | Vidare   | Vidare   | Vidare   | Vidare   | Vidare   | Vidare   | Vidare   | Vidare   | Vidare   | Vidare   | Vidare   | Vidare   | Vidare   | Vidare   | Vidare   | Vidare   | Vidare   | Vidare   | Vidare   | Vidare   | Vidare   | Vidare   | Vidare   | Vidare   | Vidare   | Vidare   | Vidare   | Vidare   | Vidare   | Vidare   | Vidare   | Vidare   | Vidare   | Vidare   | Vidare   | Vidare   | Vidare   | Vidare   | Vidare   | Vidare   | Vidare   | Vidare   |
| Hollywood | Hollywood | Hollywood | Hollywood | Hollywood | Hollywood | Hollywood | Hollywood | Hollywood | Hollywood | Hollywood | Hollywood | Hollywood | Hollywood | Hollywood | Hollywood | Hollywood | Hollywood | Hollywood | Hollywood | Hollywood | Hollywood | Hollywood | Hollywood | Hollywood | Hollywood | Hollywood | Hollywood | Hollywood | Hollywood | Hollywood | Hollywood | Hollywood | Hollywood | Hollywood | Hollywood | Hollywood | Hollywood | Hollywood | Hollywood | Hollywood | Hollywood | Hollywood | Hollywood | Hollywood | Hollywood | Hollywood | Hollywood | Hollywood | Hollywood | Hollywood | Hollywood | Hollywood | Hollywood | Hollywood | Hollywood | Hollywood | Hollywood | Hollywood | Hollywood | Hollywood | Hollywood | Hollywood | Hollywood | Hollywood | Hollywood | Hollywood | Hollywood | Hollywood | Hollywood | Hollywood | Hollywood | Hollywood | Hollywood | Hollywood | Hollywood | Hollywood | Hollywood | Hollywood | Hollywood | Hollywood | Hollywood | Hollywood | Hollywood | Hollywood | Hollywood | Hollywood | Hollywood | Hollywood | Hollywood | Hollywood | Hollywood | Hollywood | Hollywood | Hollywood | Hollywood | Hollywood | Hollywood | Hollywood | Hollywood | Sångarens val | Sångarens val | Sångarens val | Sångarens val | Sångarens val | Sångarens val | Sångarens val | Sångarens val | Sångarens val | Sångarens val | Sångarens val | Sångarens val | Sångarens val | Sångarens val | Sångarens val | Sångarens val | Sångarens val | Sångarens val | Sångarens val | Sångarens val | Sångarens val | Sångarens val | Sångarens val | Sångarens val | Sångarens val | Sångarens val | Sångarens val | Sångarens val | Sångarens val | Sångarens val | Sångarens val | Sångarens val | Sångarens val | Sångarens val | Sångarens val | Sångarens val | Sångarens val | Sångarens val | Sångarens val | Sångarens val | Sångarens val | Sångarens val | Sångarens val | Sångarens val | Sångarens val | Sångarens val | Sångarens val | Sångarens val | Sångarens val | Sångarens val | Sångarens val | Sångarens val | Sångarens val | Sångarens val | Sångarens val | Sångarens val | Sångarens val | Sångarens val | Sångarens val | Sångarens val | Sångarens val | Sångarens val | Sångarens val | Sångarens val | Sångarens val | Sångarens val | Sångarens val | Sångarens val | Sångarens val | Sångarens val | Sångarens val | Sångarens val | Sångarens val | Sångarens val | Sångarens val | Sångarens val | Sångarens val | Sångarens val | Sångarens val | Sångarens val | Sångarens val | Sångarens val | Sångarens val | Sångarens val | Sångarens val | Sångarens val | Sångarens val | Sångarens val | Sångarens val | Sångarens val | Sångarens val | Sångarens val | Sångarens val | Sångarens val | Sångarens val | Sångarens val | Sångarens val | Sångarens val | Sångarens val | Sångarens val | "When I Need You" | "When I Need You" | "When I Need You" | "When I Need You" | "When I Need You" | "When I Need You" | "When I Need You" | "When I Need You" | "When I Need You" | "When I Need You" | "When I Need You" | "When I Need You" | "When I Need You" | "When I Need You" | "When I Need You" | "When I Need You" | "When I Need You" | "When I Need You" | "When I Need You" | "When I Need You" | "When I Need You" | "When I Need You" | "When I Need You" | "When I Need You" | "When I Need You" | "When I Need You" | "When I Need You" | "When I Need You" | "When I Need You" | "When I Need You" | "When I Need You" | "When I Need You" | "When I Need You" | "When I Need You" | "When I Need You" | "When I Need You" | "When I Need You" | "When I Need You" | "When I Need You" | "When I Need You" | "When I Need You" | "When I Need You" | "When I Need You" | "When I Need You" | "When I Need You" | "When I Need You" | "When I Need You" | "When I Need You" | "When I Need You" | "When I Need You" | "When I Need You" | "When I Need You" | "When I Need You" | "When I Need You" | "When I Need You" | "When I Need You" | "When I Need You" | "When I Need You" | "When I Need You" | "When I Need You" | "When I Need You" | "When I Need You" | "When I Need You" | "When I Need You" | "When I Need You" | "When I Need You" | "When I Need You" | "When I Need You" | "When I Need You" | "When I Need You" | "When I Need You" | "When I Need You" | "When I Need You" | "When I Need You" | "When I Need You" | "When I Need You" | "When I Need You" | "When I Need You" | "When I Need You" | "When I Need You" | "When I Need You" | "When I Need You" | "When I Need You" | "When I Need You" | "When I Need You" | "When I Need You" | "When I Need You" | "When I Need You" | "When I Need You" | "When I Need You" | "When I Need You" | "When I Need You" | "When I Need You" | "When I Need You" | "When I Need You" | "When I Need You" | "When I Need You" | "When I Need You" | "When I Need You" | "When I Need You" | Albert Hammond               | Albert Hammond               | Albert Hammond               | Albert Hammond               | Albert Hammond               | Albert Hammond               | Albert Hammond               | Albert Hammond               | Albert Hammond               | Albert Hammond               | Albert Hammond               | Albert Hammond               | Albert Hammond               | Albert Hammond               | Albert Hammond               | Albert Hammond               | Albert Hammond               | Albert Hammond               | Albert Hammond               | Albert Hammond               | Albert Hammond               | Albert Hammond               | Albert Hammond               | Albert Hammond               | Albert Hammond               | Albert Hammond               | Albert Hammond               | Albert Hammond               | Albert Hammond               | Albert Hammond               | Albert Hammond               | Albert Hammond               | Albert Hammond               | Albert Hammond               | Albert Hammond               | Albert Hammond               | Albert Hammond               | Albert Hammond               | Albert Hammond               | Albert Hammond               | Albert Hammond               | Albert Hammond               | Albert Hammond               | Albert Hammond               | Albert Hammond               | Albert Hammond               | Albert Hammond               | Albert Hammond               | Albert Hammond               | Albert Hammond               | Albert Hammond               | Albert Hammond               | Albert Hammond               | Albert Hammond               | Albert Hammond               | Albert Hammond               | Albert Hammond               | Albert Hammond               | Albert Hammond               | Albert Hammond               | Albert Hammond               | Albert Hammond               | Albert Hammond               | Albert Hammond               | Albert Hammond               | Albert Hammond               | Albert Hammond               | Albert Hammond               | Albert Hammond               | Albert Hammond               | Albert Hammond               | Albert Hammond               | Albert Hammond               | Albert Hammond               | Albert Hammond               | Albert Hammond               | Albert Hammond               | Albert Hammond               | Albert Hammond               | Albert Hammond               | Albert Hammond               | Albert Hammond               | Albert Hammond               | Albert Hammond               | Albert Hammond               | Albert Hammond               | Albert Hammond               | Albert Hammond               | Albert Hammond               | Albert Hammond               | Albert Hammond               | Albert Hammond               | Albert Hammond               | Albert Hammond               | Albert Hammond               | Albert Hammond               | Albert Hammond               | Albert Hammond               | Albert Hammond               | Albert Hammond               | Vidare   | Vidare   | Vidare   | Vidare   | Vidare   | Vidare   | Vidare   | Vidare   | Vidare   | Vidare   | Vidare   | Vidare   | Vidare   | Vidare   | Vidare   | Vidare   | Vidare   | Vidare   | Vidare   | Vidare   | Vidare   | Vidare   | Vidare   | Vidare   | Vidare   | Vidare   | Vidare   | Vidare   | Vidare   | Vidare   | Vidare   | Vidare   | Vidare   | Vidare   | Vidare   | Vidare   | Vidare   | Vidare   | Vidare   | Vidare   | Vidare   | Vidare   | Vidare   | Vidare   | Vidare   | Vidare   | Vidare   | Vidare   | Vidare   | Vidare   | Vidare   | Vidare   | Vidare   | Vidare   | Vidare   | Vidare   | Vidare   | Vidare   | Vidare   | Vidare   | Vidare   | Vidare   | Vidare   | Vidare   | Vidare   | Vidare   | Vidare   | Vidare   | Vidare   | Vidare   | Vidare   | Vidare   | Vidare   | Vidare   | Vidare   | Vidare   | Vidare   | Vidare   | Vidare   | Vidare   | Vidare   | Vidare   | Vidare   | Vidare   | Vidare   | Vidare   | Vidare   | Vidare   | Vidare   | Vidare   | Vidare   | Vidare   | Vidare   | Vidare   | Vidare   | Vidare   | Vidare   | Vidare   | Vidare   | Vidare   |
| Top 24    | Top 24    | Top 24    | Top 24    | Top 24    | Top 24    | Top 24    | Top 24    | Top 24    | Top 24    | Top 24    | Top 24    | Top 24    | Top 24    | Top 24    | Top 24    | Top 24    | Top 24    | Top 24    | Top 24    | Top 24    | Top 24    | Top 24    | Top 24    | Top 24    | Top 24    | Top 24    | Top 24    | Top 24    | Top 24    | Top 24    | Top 24    | Top 24    | Top 24    | Top 24    | Top 24    | Top 24    | Top 24    | Top 24    | Top 24    | Top 24    | Top 24    | Top 24    | Top 24    | Top 24    | Top 24    | Top 24    | Top 24    | Top 24    | Top 24    | Top 24    | Top 24    | Top 24    | Top 24    | Top 24    | Top 24    | Top 24    | Top 24    | Top 24    | Top 24    | Top 24    | Top 24    | Top 24    | Top 24    | Top 24    | Top 24    | Top 24    | Top 24    | Top 24    | Top 24    | Top 24    | Top 24    | Top 24    | Top 24    | Top 24    | Top 24    | Top 24    | Top 24    | Top 24    | Top 24    | Top 24    | Top 24    | Top 24    | Top 24    | Top 24    | Top 24    | Top 24    | Top 24    | Top 24    | Top 24    | Top 24    | Top 24    | Top 24    | Top 24    | Top 24    | Top 24    | Top 24    | Top 24    | Top 24    | Top 24    | 1960-talet    | 1960-talet    | 1960-talet    | 1960-talet    | 1960-talet    | 1960-talet    | 1960-talet    | 1960-talet    | 1960-talet    | 1960-talet    | 1960-talet    | 1960-talet    | 1960-talet    | 1960-talet    | 1960-talet    | 1960-talet    | 1960-talet    | 1960-talet    | 1960-talet    | 1960-talet    | 1960-talet    | 1960-talet    | 1960-talet    | 1960-talet    | 1960-talet    | 1960-talet    | 1960-talet    | 1960-talet    | 1960-talet    | 1960-talet    | 1960-talet    | 1960-talet    | 1960-talet    | 1960-talet    | 1960-talet    | 1960-talet    | 1960-talet    | 1960-talet    | 1960-talet    | 1960-talet    | 1960-talet    | 1960-talet    | 1960-talet    | 1960-talet    | 1960-talet    | 1960-talet    | 1960-talet    | 1960-talet    | 1960-talet    | 1960-talet    | 1960-talet    | 1960-talet    | 1960-talet    | 1960-talet    | 1960-talet    | 1960-talet    | 1960-talet    | 1960-talet    | 1960-talet    | 1960-talet    | 1960-talet    | 1960-talet    | 1960-talet    | 1960-talet    | 1960-talet    | 1960-talet    | 1960-talet    | 1960-talet    | 1960-talet    | 1960-talet    | 1960-talet    | 1960-talet    | 1960-talet    | 1960-talet    | 1960-talet    | 1960-talet    | 1960-talet    | 1960-talet    | 1960-talet    | 1960-talet    | 1960-talet    | 1960-talet    | 1960-talet    | 1960-talet    | 1960-talet    | 1960-talet    | 1960-talet    | 1960-talet    | 1960-talet    | 1960-talet    | 1960-talet    | 1960-talet    | 1960-talet    | 1960-talet    | 1960-talet    | 1960-talet    | 1960-talet    | 1960-talet    | 1960-talet    | 1960-talet    | "Jailhouse Rock"  | "Jailhouse Rock"  | "Jailhouse Rock"  | "Jailhouse Rock"  | "Jailhouse Rock"  | "Jailhouse Rock"  | "Jailhouse Rock"  | "Jailhouse Rock"  | "Jailhouse Rock"  | "Jailhouse Rock"  | "Jailhouse Rock"  | "Jailhouse Rock"  | "Jailhouse Rock"  | "Jailhouse Rock"  | "Jailhouse Rock"  | "Jailhouse Rock"  | "Jailhouse Rock"  | "Jailhouse Rock"  | "Jailhouse Rock"  | "Jailhouse Rock"  | "Jailhouse Rock"  | "Jailhouse Rock"  | "Jailhouse Rock"  | "Jailhouse Rock"  | "Jailhouse Rock"  | "Jailhouse Rock"  | "Jailhouse Rock"  | "Jailhouse Rock"  | "Jailhouse Rock"  | "Jailhouse Rock"  | "Jailhouse Rock"  | "Jailhouse Rock"  | "Jailhouse Rock"  | "Jailhouse Rock"  | "Jailhouse Rock"  | "Jailhouse Rock"  | "Jailhouse Rock"  | "Jailhouse Rock"  | "Jailhouse Rock"  | "Jailhouse Rock"  | "Jailhouse Rock"  | "Jailhouse Rock"  | "Jailhouse Rock"  | "Jailhouse Rock"  | "Jailhouse Rock"  | "Jailhouse Rock"  | "Jailhouse Rock"  | "Jailhouse Rock"  | "Jailhouse Rock"  | "Jailhouse Rock"  | "Jailhouse Rock"  | "Jailhouse Rock"  | "Jailhouse Rock"  | "Jailhouse Rock"  | "Jailhouse Rock"  | "Jailhouse Rock"  | "Jailhouse Rock"  | "Jailhouse Rock"  | "Jailhouse Rock"  | "Jailhouse Rock"  | "Jailhouse Rock"  | "Jailhouse Rock"  | "Jailhouse Rock"  | "Jailhouse Rock"  | "Jailhouse Rock"  | "Jailhouse Rock"  | "Jailhouse Rock"  | "Jailhouse Rock"  | "Jailhouse Rock"  | "Jailhouse Rock"  | "Jailhouse Rock"  | "Jailhouse Rock"  | "Jailhouse Rock"  | "Jailhouse Rock"  | "Jailhouse Rock"  | "Jailhouse Rock"  | "Jailhouse Rock"  | "Jailhouse Rock"  | "Jailhouse Rock"  | "Jailhouse Rock"  | "Jailhouse Rock"  | "Jailhouse Rock"  | "Jailhouse Rock"  | "Jailhouse Rock"  | "Jailhouse Rock"  | "Jailhouse Rock"  | "Jailhouse Rock"  | "Jailhouse Rock"  | "Jailhouse Rock"  | "Jailhouse Rock"  | "Jailhouse Rock"  | "Jailhouse Rock"  | "Jailhouse Rock"  | "Jailhouse Rock"  | "Jailhouse Rock"  | "Jailhouse Rock"  | "Jailhouse Rock"  | "Jailhouse Rock"  | "Jailhouse Rock"  | "Jailhouse Rock"  | Elvis Presley                | Elvis Presley                | Elvis Presley                | Elvis Presley                | Elvis Presley                | Elvis Presley                | Elvis Presley                | Elvis Presley                | Elvis Presley                | Elvis Presley                | Elvis Presley                | Elvis Presley                | Elvis Presley                | Elvis Presley                | Elvis Presley                | Elvis Presley                | Elvis Presley                | Elvis Presley                | Elvis Presley                | Elvis Presley                | Elvis Presley                | Elvis Presley                | Elvis Presley                | Elvis Presley                | Elvis Presley                | Elvis Presley                | Elvis Presley                | Elvis Presley                | Elvis Presley                | Elvis Presley                | Elvis Presley                | Elvis Presley                | Elvis Presley                | Elvis Presley                | Elvis Presley                | Elvis Presley                | Elvis Presley                | Elvis Presley                | Elvis Presley                | Elvis Presley                | Elvis Presley                | Elvis Presley                | Elvis Presley                | Elvis Presley                | Elvis Presley                | Elvis Presley                | Elvis Presley                | Elvis Presley                | Elvis Presley                | Elvis Presley                | Elvis Presley                | Elvis Presley                | Elvis Presley                | Elvis Presley                | Elvis Presley                | Elvis Presley                | Elvis Presley                | Elvis Presley                | Elvis Presley                | Elvis Presley                | Elvis Presley                | Elvis Presley                | Elvis Presley                | Elvis Presley                | Elvis Presley                | Elvis Presley                | Elvis Presley                | Elvis Presley                | Elvis Presley                | Elvis Presley                | Elvis Presley                | Elvis Presley                | Elvis Presley                | Elvis Presley                | Elvis Presley                | Elvis Presley                | Elvis Presley                | Elvis Presley                | Elvis Presley                | Elvis Presley                | Elvis Presley                | Elvis Presley                | Elvis Presley                | Elvis Presley                | Elvis Presley                | Elvis Presley                | Elvis Presley                | Elvis Presley                | Elvis Presley                | Elvis Presley                | Elvis Presley                | Elvis Presley                | Elvis Presley                | Elvis Presley                | Elvis Presley                | Elvis Presley                | Elvis Presley                | Elvis Presley                | Elvis Presley                | Elvis Presley                | Säker    | Säker    | Säker    | Säker    | Säker    | Säker    | Säker    | Säker    | Säker    | Säker    | Säker    | Säker    | Säker    | Säker    | Säker    | Säker    | Säker    | Säker    | Säker    | Säker    | Säker    | Säker    | Säker    | Säker    | Säker    | Säker    | Säker    | Säker    | Säker    | Säker    | Säker    | Säker    | Säker    | Säker    | Säker    | Säker    | Säker    | Säker    | Säker    | Säker    | Säker    | Säker    | Säker    | Säker    | Säker    | Säker    | Säker    | Säker    | Säker    | Säker    | Säker    | Säker    | Säker    | Säker    | Säker    | Säker    | Säker    | Säker    | Säker    | Säker    | Säker    | Säker    | Säker    | Säker    | Säker    | Säker    | Säker    | Säker    | Säker    | Säker    | Säker    | Säker    | Säker    | Säker    | Säker    | Säker    | Säker    | Säker    | Säker    | Säker    | Säker    | Säker    | Säker    | Säker    | Säker    | Säker    | Säker    | Säker    | Säker    | Säker    | Säker    | Säker    | Säker    | Säker    | Säker    | Säker    | Säker    | Säker    | Säker    | Säker    |
| Top 20    | Top 20    | Top 20    | Top 20    | Top 20    | Top 20    | Top 20    | Top 20    | Top 20    | Top 20    | Top 20    | Top 20    | Top 20    | Top 20    | Top 20    | Top 20    | Top 20    | Top 20    | Top 20    | Top 20    | Top 20    | Top 20    | Top 20    | Top 20    | Top 20    | Top 20    | Top 20    | Top 20    | Top 20    | Top 20    | Top 20    | Top 20    | Top 20    | Top 20    | Top 20    | Top 20    | Top 20    | Top 20    | Top 20    | Top 20    | Top 20    | Top 20    | Top 20    | Top 20    | Top 20    | Top 20    | Top 20    | Top 20    | Top 20    | Top 20    | Top 20    | Top 20    | Top 20    | Top 20    | Top 20    | Top 20    | Top 20    | Top 20    | Top 20    | Top 20    | Top 20    | Top 20    | Top 20    | Top 20    | Top 20    | Top 20    | Top 20    | Top 20    | Top 20    | Top 20    | Top 20    | Top 20    | Top 20    | Top 20    | Top 20    | Top 20    | Top 20    | Top 20    | Top 20    | Top 20    | Top 20    | Top 20    | Top 20    | Top 20    | Top 20    | Top 20    | Top 20    | Top 20    | Top 20    | Top 20    | Top 20    | Top 20    | Top 20    | Top 20    | Top 20    | Top 20    | Top 20    | Top 20    | Top 20    | Top 20    | 1970-talet    | 1970-talet    | 1970-talet    | 1970-talet    | 1970-talet    | 1970-talet    | 1970-talet    | 1970-talet    | 1970-talet    | 1970-talet    | 1970-talet    | 1970-talet    | 1970-talet    | 1970-talet    | 1970-talet    | 1970-talet    | 1970-talet    | 1970-talet    | 1970-talet    | 1970-talet    | 1970-talet    | 1970-talet    | 1970-talet    | 1970-talet    | 1970-talet    | 1970-talet    | 1970-talet    | 1970-talet    | 1970-talet    | 1970-talet    | 1970-talet    | 1970-talet    | 1970-talet    | 1970-talet    | 1970-talet    | 1970-talet    | 1970-talet    | 1970-talet    | 1970-talet    | 1970-talet    | 1970-talet    | 1970-talet    | 1970-talet    | 1970-talet    | 1970-talet    | 1970-talet    | 1970-talet    | 1970-talet    | 1970-talet    | 1970-talet    | 1970-talet    | 1970-talet    | 1970-talet    | 1970-talet    | 1970-talet    | 1970-talet    | 1970-talet    | 1970-talet    | 1970-talet    | 1970-talet    | 1970-talet    | 1970-talet    | 1970-talet    | 1970-talet    | 1970-talet    | 1970-talet    | 1970-talet    | 1970-talet    | 1970-talet    | 1970-talet    | 1970-talet    | 1970-talet    | 1970-talet    | 1970-talet    | 1970-talet    | 1970-talet    | 1970-talet    | 1970-talet    | 1970-talet    | 1970-talet    | 1970-talet    | 1970-talet    | 1970-talet    | 1970-talet    | 1970-talet    | 1970-talet    | 1970-talet    | 1970-talet    | 1970-talet    | 1970-talet    | 1970-talet    | 1970-talet    | 1970-talet    | 1970-talet    | 1970-talet    | 1970-talet    | 1970-talet    | 1970-talet    | 1970-talet    | 1970-talet    | "Superstar"       | "Superstar"       | "Superstar"       | "Superstar"       | "Superstar"       | "Superstar"       | "Superstar"       | "Superstar"       | "Superstar"       | "Superstar"       | "Superstar"       | "Superstar"       | "Superstar"       | "Superstar"       | "Superstar"       | "Superstar"       | "Superstar"       | "Superstar"       | "Superstar"       | "Superstar"       | "Superstar"       | "Superstar"       | "Superstar"       | "Superstar"       | "Superstar"       | "Superstar"       | "Superstar"       | "Superstar"       | "Superstar"       | "Superstar"       | "Superstar"       | "Superstar"       | "Superstar"       | "Superstar"       | "Superstar"       | "Superstar"       | "Superstar"       | "Superstar"       | "Superstar"       | "Superstar"       | "Superstar"       | "Superstar"       | "Superstar"       | "Superstar"       | "Superstar"       | "Superstar"       | "Superstar"       | "Superstar"       | "Superstar"       | "Superstar"       | "Superstar"       | "Superstar"       | "Superstar"       | "Superstar"       | "Superstar"       | "Superstar"       | "Superstar"       | "Superstar"       | "Superstar"       | "Superstar"       | "Superstar"       | "Superstar"       | "Superstar"       | "Superstar"       | "Superstar"       | "Superstar"       | "Superstar"       | "Superstar"       | "Superstar"       | "Superstar"       | "Superstar"       | "Superstar"       | "Superstar"       | "Superstar"       | "Superstar"       | "Superstar"       | "Superstar"       | "Superstar"       | "Superstar"       | "Superstar"       | "Superstar"       | "Superstar"       | "Superstar"       | "Superstar"       | "Superstar"       | "Superstar"       | "Superstar"       | "Superstar"       | "Superstar"       | "Superstar"       | "Superstar"       | "Superstar"       | "Superstar"       | "Superstar"       | "Superstar"       | "Superstar"       | "Superstar"       | "Superstar"       | "Superstar"       | "Superstar"       | Delaney & Bonnie             | Delaney & Bonnie             | Delaney & Bonnie             | Delaney & Bonnie             | Delaney & Bonnie             | Delaney & Bonnie             | Delaney & Bonnie             | Delaney & Bonnie             | Delaney & Bonnie             | Delaney & Bonnie             | Delaney & Bonnie             | Delaney & Bonnie             | Delaney & Bonnie             | Delaney & Bonnie             | Delaney & Bonnie             | Delaney & Bonnie             | Delaney & Bonnie             | Delaney & Bonnie             | Delaney & Bonnie             | Delaney & Bonnie             | Delaney & Bonnie             | Delaney & Bonnie             | Delaney & Bonnie             | Delaney & Bonnie             | Delaney & Bonnie             | Delaney & Bonnie             | Delaney & Bonnie             | Delaney & Bonnie             | Delaney & Bonnie             | Delaney & Bonnie             | Delaney & Bonnie             | Delaney & Bonnie             | Delaney & Bonnie             | Delaney & Bonnie             | Delaney & Bonnie             | Delaney & Bonnie             | Delaney & Bonnie             | Delaney & Bonnie             | Delaney & Bonnie             | Delaney & Bonnie             | Delaney & Bonnie             | Delaney & Bonnie             | Delaney & Bonnie             | Delaney & Bonnie             | Delaney & Bonnie             | Delaney & Bonnie             | Delaney & Bonnie             | Delaney & Bonnie             | Delaney & Bonnie             | Delaney & Bonnie             | Delaney & Bonnie             | Delaney & Bonnie             | Delaney & Bonnie             | Delaney & Bonnie             | Delaney & Bonnie             | Delaney & Bonnie             | Delaney & Bonnie             | Delaney & Bonnie             | Delaney & Bonnie             | Delaney & Bonnie             | Delaney & Bonnie             | Delaney & Bonnie             | Delaney & Bonnie             | Delaney & Bonnie             | Delaney & Bonnie             | Delaney & Bonnie             | Delaney & Bonnie             | Delaney & Bonnie             | Delaney & Bonnie             | Delaney & Bonnie             | Delaney & Bonnie             | Delaney & Bonnie             | Delaney & Bonnie             | Delaney & Bonnie             | Delaney & Bonnie             | Delaney & Bonnie             | Delaney & Bonnie             | Delaney & Bonnie             | Delaney & Bonnie             | Delaney & Bonnie             | Delaney & Bonnie             | Delaney & Bonnie             | Delaney & Bonnie             | Delaney & Bonnie             | Delaney & Bonnie             | Delaney & Bonnie             | Delaney & Bonnie             | Delaney & Bonnie             | Delaney & Bonnie             | Delaney & Bonnie             | Delaney & Bonnie             | Delaney & Bonnie             | Delaney & Bonnie             | Delaney & Bonnie             | Delaney & Bonnie             | Delaney & Bonnie             | Delaney & Bonnie             | Delaney & Bonnie             | Delaney & Bonnie             | Delaney & Bonnie             | Säker    | Säker    | Säker    | Säker    | Säker    | Säker    | Säker    | Säker    | Säker    | Säker    | Säker    | Säker    | Säker    | Säker    | Säker    | Säker    | Säker    | Säker    | Säker    | Säker    | Säker    | Säker    | Säker    | Säker    | Säker    | Säker    | Säker    | Säker    | Säker    | Säker    | Säker    | Säker    | Säker    | Säker    | Säker    | Säker    | Säker    | Säker    | Säker    | Säker    | Säker    | Säker    | Säker    | Säker    | Säker    | Säker    | Säker    | Säker    | Säker    | Säker    | Säker    | Säker    | Säker    | Säker    | Säker    | Säker    | Säker    | Säker    | Säker    | Säker    | Säker    | Säker    | Säker    | Säker    | Säker    | Säker    | Säker    | Säker    | Säker    | Säker    | Säker    | Säker    | Säker    | Säker    | Säker    | Säker    | Säker    | Säker    | Säker    | Säker    | Säker    | Säker    | Säker    | Säker    | Säker    | Säker    | Säker    | Säker    | Säker    | Säker    | Säker    | Säker    | Säker    | Säker    | Säker    | Säker    | Säker    | Säker    | Säker    | Säker    |
| Topp 16   | Topp 16   | Topp 16   | Topp 16   | Topp 16   | Topp 16   | Topp 16   | Topp 16   | Topp 16   | Topp 16   | Topp 16   | Topp 16   | Topp 16   | Topp 16   | Topp 16   | Topp 16   | Topp 16   | Topp 16   | Topp 16   | Topp 16   | Topp 16   | Topp 16   | Topp 16   | Topp 16   | Topp 16   | Topp 16   | Topp 16   | Topp 16   | Topp 16   | Topp 16   | Topp 16   | Topp 16   | Topp 16   | Topp 16   | Topp 16   | Topp 16   | Topp 16   | Topp 16   | Topp 16   | Topp 16   | Topp 16   | Topp 16   | Topp 16   | Topp 16   | Topp 16   | Topp 16   | Topp 16   | Topp 16   | Topp 16   | Topp 16   | Topp 16   | Topp 16   | Topp 16   | Topp 16   | Topp 16   | Topp 16   | Topp 16   | Topp 16   | Topp 16   | Topp 16   | Topp 16   | Topp 16   | Topp 16   | Topp 16   | Topp 16   | Topp 16   | Topp 16   | Topp 16   | Topp 16   | Topp 16   | Topp 16   | Topp 16   | Topp 16   | Topp 16   | Topp 16   | Topp 16   | Topp 16   | Topp 16   | Topp 16   | Topp 16   | Topp 16   | Topp 16   | Topp 16   | Topp 16   | Topp 16   | Topp 16   | Topp 16   | Topp 16   | Topp 16   | Topp 16   | Topp 16   | Topp 16   | Topp 16   | Topp 16   | Topp 16   | Topp 16   | Topp 16   | Topp 16   | Topp 16   | Topp 16   | 1980-talet    | 1980-talet    | 1980-talet    | 1980-talet    | 1980-talet    | 1980-talet    | 1980-talet    | 1980-talet    | 1980-talet    | 1980-talet    | 1980-talet    | 1980-talet    | 1980-talet    | 1980-talet    | 1980-talet    | 1980-talet    | 1980-talet    | 1980-talet    | 1980-talet    | 1980-talet    | 1980-talet    | 1980-talet    | 1980-talet    | 1980-talet    | 1980-talet    | 1980-talet    | 1980-talet    | 1980-talet    | 1980-talet    | 1980-talet    | 1980-talet    | 1980-talet    | 1980-talet    | 1980-talet    | 1980-talet    | 1980-talet    | 1980-talet    | 1980-talet    | 1980-talet    | 1980-talet    | 1980-talet    | 1980-talet    | 1980-talet    | 1980-talet    | 1980-talet    | 1980-talet    | 1980-talet    | 1980-talet    | 1980-talet    | 1980-talet    | 1980-talet    | 1980-talet    | 1980-talet    | 1980-talet    | 1980-talet    | 1980-talet    | 1980-talet    | 1980-talet    | 1980-talet    | 1980-talet    | 1980-talet    | 1980-talet    | 1980-talet    | 1980-talet    | 1980-talet    | 1980-talet    | 1980-talet    | 1980-talet    | 1980-talet    | 1980-talet    | 1980-talet    | 1980-talet    | 1980-talet    | 1980-talet    | 1980-talet    | 1980-talet    | 1980-talet    | 1980-talet    | 1980-talet    | 1980-talet    | 1980-talet    | 1980-talet    | 1980-talet    | 1980-talet    | 1980-talet    | 1980-talet    | 1980-talet    | 1980-talet    | 1980-talet    | 1980-talet    | 1980-talet    | 1980-talet    | 1980-talet    | 1980-talet    | 1980-talet    | 1980-talet    | 1980-talet    | 1980-talet    | 1980-talet    | 1980-talet    | "Tainted Love"    | "Tainted Love"    | "Tainted Love"    | "Tainted Love"    | "Tainted Love"    | "Tainted Love"    | "Tainted Love"    | "Tainted Love"    | "Tainted Love"    | "Tainted Love"    | "Tainted Love"    | "Tainted Love"    | "Tainted Love"    | "Tainted Love"    | "Tainted Love"    | "Tainted Love"    | "Tainted Love"    | "Tainted Love"    | "Tainted Love"    | "Tainted Love"    | "Tainted Love"    | "Tainted Love"    | "Tainted Love"    | "Tainted Love"    | "Tainted Love"    | "Tainted Love"    | "Tainted Love"    | "Tainted Love"    | "Tainted Love"    | "Tainted Love"    | "Tainted Love"    | "Tainted Love"    | "Tainted Love"    | "Tainted Love"    | "Tainted Love"    | "Tainted Love"    | "Tainted Love"    | "Tainted Love"    | "Tainted Love"    | "Tainted Love"    | "Tainted Love"    | "Tainted Love"    | "Tainted Love"    | "Tainted Love"    | "Tainted Love"    | "Tainted Love"    | "Tainted Love"    | "Tainted Love"    | "Tainted Love"    | "Tainted Love"    | "Tainted Love"    | "Tainted Love"    | "Tainted Love"    | "Tainted Love"    | "Tainted Love"    | "Tainted Love"    | "Tainted Love"    | "Tainted Love"    | "Tainted Love"    | "Tainted Love"    | "Tainted Love"    | "Tainted Love"    | "Tainted Love"    | "Tainted Love"    | "Tainted Love"    | "Tainted Love"    | "Tainted Love"    | "Tainted Love"    | "Tainted Love"    | "Tainted Love"    | "Tainted Love"    | "Tainted Love"    | "Tainted Love"    | "Tainted Love"    | "Tainted Love"    | "Tainted Love"    | "Tainted Love"    | "Tainted Love"    | "Tainted Love"    | "Tainted Love"    | "Tainted Love"    | "Tainted Love"    | "Tainted Love"    | "Tainted Love"    | "Tainted Love"    | "Tainted Love"    | "Tainted Love"    | "Tainted Love"    | "Tainted Love"    | "Tainted Love"    | "Tainted Love"    | "Tainted Love"    | "Tainted Love"    | "Tainted Love"    | "Tainted Love"    | "Tainted Love"    | "Tainted Love"    | "Tainted Love"    | "Tainted Love"    | "Tainted Love"    | Gloria Jones                 | Gloria Jones                 | Gloria Jones                 | Gloria Jones                 | Gloria Jones                 | Gloria Jones                 | Gloria Jones                 | Gloria Jones                 | Gloria Jones                 | Gloria Jones                 | Gloria Jones                 | Gloria Jones                 | Gloria Jones                 | Gloria Jones                 | Gloria Jones                 | Gloria Jones                 | Gloria Jones                 | Gloria Jones                 | Gloria Jones                 | Gloria Jones                 | Gloria Jones                 | Gloria Jones                 | Gloria Jones                 | Gloria Jones                 | Gloria Jones                 | Gloria Jones                 | Gloria Jones                 | Gloria Jones                 | Gloria Jones                 | Gloria Jones                 | Gloria Jones                 | Gloria Jones                 | Gloria Jones                 | Gloria Jones                 | Gloria Jones                 | Gloria Jones                 | Gloria Jones                 | Gloria Jones                 | Gloria Jones                 | Gloria Jones                 | Gloria Jones                 | Gloria Jones                 | Gloria Jones                 | Gloria Jones                 | Gloria Jones                 | Gloria Jones                 | Gloria Jones                 | Gloria Jones                 | Gloria Jones                 | Gloria Jones                 | Gloria Jones                 | Gloria Jones                 | Gloria Jones                 | Gloria Jones                 | Gloria Jones                 | Gloria Jones                 | Gloria Jones                 | Gloria Jones                 | Gloria Jones                 | Gloria Jones                 | Gloria Jones                 | Gloria Jones                 | Gloria Jones                 | Gloria Jones                 | Gloria Jones                 | Gloria Jones                 | Gloria Jones                 | Gloria Jones                 | Gloria Jones                 | Gloria Jones                 | Gloria Jones                 | Gloria Jones                 | Gloria Jones                 | Gloria Jones                 | Gloria Jones                 | Gloria Jones                 | Gloria Jones                 | Gloria Jones                 | Gloria Jones                 | Gloria Jones                 | Gloria Jones                 | Gloria Jones                 | Gloria Jones                 | Gloria Jones                 | Gloria Jones                 | Gloria Jones                 | Gloria Jones                 | Gloria Jones                 | Gloria Jones                 | Gloria Jones                 | Gloria Jones                 | Gloria Jones                 | Gloria Jones                 | Gloria Jones                 | Gloria Jones                 | Gloria Jones                 | Gloria Jones                 | Gloria Jones                 | Gloria Jones                 | Gloria Jones                 | Utslagen | Utslagen | Utslagen | Utslagen | Utslagen | Utslagen | Utslagen | Utslagen | Utslagen | Utslagen | Utslagen | Utslagen | Utslagen | Utslagen | Utslagen | Utslagen | Utslagen | Utslagen | Utslagen | Utslagen | Utslagen | Utslagen | Utslagen | Utslagen | Utslagen | Utslagen | Utslagen | Utslagen | Utslagen | Utslagen | Utslagen | Utslagen | Utslagen | Utslagen | Utslagen | Utslagen | Utslagen | Utslagen | Utslagen | Utslagen | Utslagen | Utslagen | Utslagen | Utslagen | Utslagen | Utslagen | Utslagen | Utslagen | Utslagen | Utslagen | Utslagen | Utslagen | Utslagen | Utslagen | Utslagen | Utslagen | Utslagen | Utslagen | Utslagen | Utslagen | Utslagen | Utslagen | Utslagen | Utslagen | Utslagen | Utslagen | Utslagen | Utslagen | Utslagen | Utslagen | Utslagen | Utslagen | Utslagen | Utslagen | Utslagen | Utslagen | Utslagen | Utslagen | Utslagen | Utslagen | Utslagen | Utslagen | Utslagen | Utslagen | Utslagen | Utslagen | Utslagen | Utslagen | Utslagen | Utslagen | Utslagen | Utslagen | Utslagen | Utslagen | Utslagen | Utslagen | Utslagen | Utslagen | Utslagen | Utslagen |

## Efter Idol
När Noriega lämnat Idol blev hen en YouTube-personlighet, där hen publicerade korta klipp som Danny eller i drag som Adore Delano, eller som hens tredje alter ego, Angel Baby. I juni 2009 släppte Noriega en musikvideo för "24/7," med Diamonique. Efter detta har Noriega gjort mer musik, Sad boy, Rosie, Play with my hair och Bye bi boy var låtar som hen valde att aldrig släppa till mer än youtube och soundcloud,

## Karriär som dragqueen
Efter det hen sett RuPauls dragrace-deltagaren Raven uppträda på nattklubben Micky's i West Hollywood, blev Noriega inspirerad att anmäla sig till en  drag-tävling på klubben, som hen sedan vann  3 oktober 2011. Efter vinsten började Noriega uppträda regelbundet i  södra Kalifornien som Adore Delano. Tillsammans med ett gäng andra deltagare från RuPauls dragrace gick Adore som catwalkmodell för Marco Marco under Los Angeles Fashion Week 2013.
I december 2013 presenterade Logo TV den kommande sjätte säsongens tävlande dragdrottningar, och bland de 14 tävlande fanns Adore Delano. Adore har tidigare varit med och tävlat om att komma in i tävlingen som webbjoker till den  femte säsongen. Detta avgörs av fansen, och i slutändan förlorade Adore emot Penny Tration.

## Personligt
Noriega kom ut som homosexuell när hen var 12 år. Noriega är också ickebinär, och under en intervju 2017 sa hen att "kön inte är en verklig sak, det är bara något de kom på för att kategorisera och kontrollera människor".

## Diskografi

### Studioalbum
| Namn                   | Detaljer                                                                           | Topplacering position | Topplacering position | Topplacering position |
| Namn                   | Detaljer                                                                           | US                    | US Dance              | US Indie              |
| ---------------------- | ---------------------------------------------------------------------------------- | --------------------- | --------------------- | --------------------- |
| Till Death Do Us Party | - Utgiven: 3 juni 2014 - Skivbolag: Sidecar Records - Format: CD, digital download | 59                    | 3                     | 11                    |

### Singlar
| Title                                          | Year | Peak chart positions | Peak chart positions | Album                           |
| Title                                          | Year | US Hot Dance         | US Digital Dance     | Album                           |
| ---------------------------------------------- | ---- | -------------------- | -------------------- | ------------------------------- |
| "Superstar"                                    | 2014 | —                    | —                    | RuPaul Presents: The CoverGurlz |
| "DTF"                                          | 2014 | —                    | —                    | Till Death Do Us Party          |
| "I Adore U"                                    | 2014 | 49                   | 34                   | Till Death Do Us Party          |
| "Party"                                        | 2014 | —                    | —                    | Till Death Do Us Party          |
| "Hello, I Love You"                            | 2014 | —                    | —                    | Till Death Do Us Party          |
| "I Look Fuckin' Cool" (med Alaska Thunderfuck) | 2014 | —                    | —                    | Till Death Do Us Party          |
| "My Address Is Hollywood"                      | —    | —                    |                      | Till Death Do Us Party          |
| "Jump The Gun"                                 | 2015 | —                    | —                    | Till Death Do Us Party          |
| "Give Me Tonight"                              | 2015 | —                    | —                    | Till Death Do Us Party          |

### Musikvideor[15]
| Låt                     | År   | Regissör          |
| ----------------------- | ---- | ----------------- |
| "24/7"                  | 2009 | Streetlight       |
| "Superstar"             | 2014 | (ej tillgängligt) |
| I Adore U               | 2014 | Ben Simkins       |
| Party                   | 2014 | Peter Breeze      |
| Hello, I Love You       | 2014 | Ben Simkins       |
| I Look Fuckin Cool      | 2014 | Ben Simkins       |
| My Address Is Hollywood | 2014 | Jayson Whitmore   |
| Jump the Gun            | 2015 | Josef J. Weber    |
| Give Me Tonight         | 2015 | Jayson Whitmore   |
| Take Me There           | 2016 | Ben Simkins       |

## Filmografi

### TV
| År   | Titel                    | Roll                 | Fotnoter  |
| ---- | ------------------------ | -------------------- | --------- |
| 2008 | American Idol            | Sig själv (tävlande) |           |
| 2008 | The Ellen DeGeneres Show | Sig själv            | 1 avsnitt |
| 2008 | Entertainment Tonight    | Sig själv            | 1 avsnitt |
| 2014 | RuPauls dragrace         | Sig själv (tävlande) |           |